# 彼得雷爾 (北達科他州)
彼得雷爾（英語：Petrel）是位於美國北達科他州亞當斯縣的非建制地區。

## 歷史
彼得雷爾的郵局於1908年設立，其後於1939年停運。

## 地理
彼得雷爾所處的海拔為高於海平面782米（即2566英呎），而該地所採用的時區為UTC-7，即北美山地时区（MST）。同時該地設有夏令時間，為UTC-7調快一小時，即UTC-6（MDT）。